# Buenas Noches Tour
Buenas Noches Tour es la segunda gira de conciertos del cantante español Quevedo, en apoyo a su segundo álbum de estudio Buenas noches (2024). La gira comenzó el 17 de febrero de 2025 en Madrid, España y está previsto que finalice el 16 de noviembre de 2025 en Orlando, Estados Unidos.

## Antecedentes
Quevedo, anunció el 19 de septiembre de 2024 las primeras fechas de la gira en España.
En 2025 el 9 de enero anunció su concierto más multitudinario en el Estadio de Gran Canaria.Un mes más tarde, el 10 de febrero anunció la fechas de la etapa Sudamérica del tour.El 21 de abril anunció las 8 fechas que forman la etapa estadounidense de la gira.

## Repertorio
El repertorio del concierto de dio a conocer en el concierto de Madrid, el 17 de febrero.
1. Intro / «Kassandra»
2. «Duro»
3. «Chapiadora»
4. «14 febreros»
5. «La 125»
6. «Los días contados»
7. «Amaneció»
8. «Por atrás»
9. «Halo»
10. «Piel de cordero»
11. «Ahora y siempre»
12. «Dame»
13. «Buenas»
14. «El tonto»
15. «APA» / «Lacone»
16. «Sin señal»
17. «Playa del inglés»
18. «Wanda»
19. «Vista al mar»
20. «Punto G»
21. Canción sorpresa
22. «Que asco de todo»
23. «Noemú»
24. «Te fallé»
25. «El estribillo»
26. «Shibatto»
27. «Iguales»
28. «Gran vía»
29. «Columbia»
30. «Buenas noches»
31. «MR Moondial» / «Quevedo: BZRP Music Sessions, Vol. 52»

### Invitados especiales
- El 17 de febrero en Madrid interpretó «Gran vía» junto a Aitana, «El tonto» con Lola Índigo, «Te fallé» con Sech, «La 125» con Young Beef, «Amaneció» con De La Ghetto y De La Rose, «Si quieres frontear» con De La Ghetto, «Halo» y «Piel de cordero» con La Pantera.[6][7]
- El 18 de febrero en Madrid interpretó «Amaneció» con De La Ghetto y De La Rose, «Si quieres frontear» con De La Ghetto, «Halo» y «Piel de cordero» con La Pantera.[7]
- El 19 de febrero en Madrid interpretó «Amaneció» con De La Ghetto y De La Rose, «Si quieres frontear» con De La Ghetto, «Halo» y «Piel de cordero» con La Pantera.[7]
- El 24 de mayo en Gran Canaria interpretó «El tonto» con Lola Índigo, «Guaya» con Lucho RK, «Mi Nena Remix» con Maikel Delacalle, «Still Luvin» con Delaossa y «Halo» con La Pantera.[8]

### Canción sorpresa
- 17 de febrero, Madrid: «La flaca» de Jarabe de Palo.[5]
- 23 de abril, Ciudad de México: «Me voy» de Julieta Venegas.[9]
- 4 de mayo, San Juan: «Como antes» de Bad Bunny.[10]
- 19 de junio, Buenos Aires: «Nada fue un error» de Coti.[11]

## Fechas
| Fecha            | Ciudad                     | País                 | Recinto                                       |
| ---------------- | -------------------------- | -------------------- | --------------------------------------------- |
| 17 de febrero    | Madrid                     | España               | Movistar Arena                                |
| 18 de febrero    | Madrid                     | España               | Movistar Arena                                |
| 19 de febrero    | Madrid                     | España               | Movistar Arena                                |
| 23 de abril      | Ciudad de México           | México               | Palacio de los Deportes                       |
| 25 de abril      | Guadalajara                | México               | Auditorio Telmex                              |
| 27 de abril      | Monterrey                  | México               | Auditorio citiBanamex                         |
| 30 de abril      | Santo Domingo              | República Dominicana | Coliseo de Boxeo Carlos Teo Cruz              |
| 4 de mayo        | San Juan                   | Puerto Rico          | Coca-Cola Music Hall                          |
| 8 de mayo        | Ciudad de Guatemala        | Guatemala            | Explanada 5                                   |
| 10 de mayo       | San Salvador               | El Salvador          | Complejo Cuscatlan                            |
| 14 de mayo       | San José                   | Costa Rica           | Parque Viva                                   |
| 24 de mayo       | Las Palmas de Gran Canaria | España               | Estadio de Gran Canaria                       |
| 1 de junio       | Lima                       | Perú                 | Costa 21                                      |
| 4 de junio       | Bogotá                     | Colombia             | Movistar Arena                                |
| 8 de junio       | Quito                      | Ecuador              | Coliseo General Rumiñahui                     |
| 11 de junio      | Santiago                   | Chile                | Movistar Arena                                |
| 15 de junio      | Montevideo                 | Uruguay              | Antel Arena                                   |
| 19 de junio      | Buenos Aires               | Argentina            | Movistar Arena                                |
| 20 de junio      | Buenos Aires               | Argentina            | Movistar Arena                                |
| 4 de septiembre  | Bilbao                     | España               | Bizkaia Arena                                 |
| 8 de septiembre  | Barcelona                  | España               | Palau Sant Jordi                              |
| 9 de septiembre  | Barcelona                  | España               | Palau Sant Jordi                              |
| 13 de septiembre | Málaga                     | España               | Palacio de Deportes José María Martín Carpena |
| 14 de septiembre | Málaga                     | España               | Palacio de Deportes José María Martín Carpena |
| 26 de septiembre | La Coruña                  | España               | Coliseum de La Coruña                         |
| 27 de septiembre | La Coruña                  | España               | Coliseum de La Coruña                         |
| 2 de octubre     | Valencia                   | España               | Roig Arena                                    |
| 29 de octubre    | Dallas                     | Estados Unidos       | The Echo Lounge & Music Hall                  |
| 31 de octubre    | Houston                    | Estados Unidos       | House of Blues                                |
| 2 de noviembre   | Los Ángeles                | Estados Unidos       | The Wiltern                                   |
| 6 de noviembre   | San Diego                  | Estados Unidos       | House of Blues                                |
| 9 de noviembre   | Chicago                    | Estados Unidos       | Concord Music Hall                            |
| 13 de noviembre  | Brooklyn                   | Estados Unidos       | Brooklyn Paramount                            |
| 15 de noviembre  | Miami                      | Estados Unidos       | FPL Solar Amphitheater                        |
| 16 de noviembre  | Orlando                    | Estados Unidos       | House of Blues                                |